# Типи будов вуглезбагачувальних фабрик

Сучасні типи будов вуглезбагачувальних фабрик (рис.) забезпечують можливість візуального контролю роботи основного обладнання і обслуговування його мостовими кранами. Основним об'єктом є головний корпус, де здійснюються основні процеси, що забезпечують одержання з вугілля товарної продукції. Удосконалення об'ємно-планувальних рішень привело до створення будівель нового типу: зального, павільйонного і антресольно-павільйонного. 
- У головному корпусі зального типу (рис. 1 а) за рахунок укрупненої сітки колон верхніх поверхів (відсутні колони середніх рядів) розташовують машинний зал, оснащений мостовим краном. У машинному залі розміщене основне технологічне обладнання, забезпечене візуальне спостереження за ним і створені умови для зручної експлуатації й ремонту. Несучими конструкціями будинку є колони, на які спираються балки перекриттів. Стіни виконують роль огороджень. Каркас будинку сталевий або залізобетонний, фундамент – монолітний. Конструкції під обладнання для усунення вібрацій зв’язані з каркасом будинку.

- Павільйонний тип головного корпуса (рис. 1 б) являє собою одноповерховий великопрольотний будинок (проліт до 36 м), у якому технологічне обладнання розміщене на вбудованих етажерках з одним, двома або трьома поверхами, не зв'язаних з каркасом будинку. Несучі конструкції будинку – двогілкові залізобетонні колони, на які спираються ферми покриття і мостові крани. Такий тип будинку дає можливість у процесі будівництва вести монтаж будівельних конструкцій етажерок і обладнання мостовими кранами, забезпечує добру освітленість, зручне обслуговування і ремонт обладнання. У будинках павільйонного типу суттєво зростають витрати залізобетону і вартість основних будівельних конструкцій внаслідок застосування важких двогілкових колон масою до 40 т.

- У головних корпусах антресольно-павільйонного типу (рис. 1 в) двогілкові колони по всьому периметру будинку замінені одно- і двопролітними рамами. Каркас антресолей не зв'язаний із внутрішніми конструкціями, що утворюють етажерки з одним, двома або трьома поверхами для розміщення обладнання. Проліт антресолей – 6 м, в антресолях розміщують диспетчерську, електропункти, сходи, трубопроводи та ін. У павільйонній частині будинку, що обслуговується мостовим краном, розміщують основне технологічне обладнання. Будівлі антресольно-павільйонного типу мають усі переваги будівель зального і павільйонного типів: немає необхідності встановлювати дорогі й масивні двогілкові колони, обладнання з високим ступенем динамічності розміщується в зоні дії мостових кранів на етажерках, не зв’язаних з каркасом антресольної частини будинку. Ферми машинного залу піднімаються над антресолями і несуть світловий ліхтар, що поліпшує освітленість усередині будинку.

При виборі типу будинку визначальним фактором є забезпечення умов нормальної експлуатації обладнання і приміщень, зручності обслуговування і ремонту. Максимальну ширину будинку головного корпуса варто приймати не більшою за 60 м.